# Окупація Німецького Самоа
Окупація Німецького Самоа (англ. Occupation of German Samoa; нім. Schlacht bei Mons) — військова операція із захоплення з подальшою військовою окупацією тихоокеанської колонії Німецьке Самоа Новою Зеландією під час Першої світової війни. Окупація розпочалася наприкінці серпня 1914 року з висадки на Самоа експедиційних сил з Нової Зеландії. Висадка новозеландської армії була проведена без вчинення опору з боку невеликого німецького гарнізону; отже новозеландці заволоділи Самоа від імені короля Георга V. Експедиційні сили залишалися в країні до 1915 року, тоді як їхній командувач, полковник Роберт Логан, продовжував керувати Самоа від імені уряду Нової Зеландії до 1919 року. Окупація Самоа стала першою військовою акцією Нової Зеландії у Першій світовій війні.

## Історія
5 серпня 1914 року, наступного дня після проголошення війни метрополією, уряд прем'єр-міністра Вільяма Мессі оголосив про вступ Нової Зеландії до війни на боці Антанти. Почалося формування Новозеландського експедиційного корпусу.
Наступного дня після проголошення війни уряд Великої Британії запросив Нову Зеландію організувати операцію із захоплення радіостанції на німецькому Самоа, протектораті Німецької імперії.
15 серпня 1914 року 1413 солдатів та 6 медичних сестер новозеландських експедиційних сил на борту транспортних суден та у супроводі застарілих бойових кораблів експедиційних морських сил бронепалубних крейсерів 3-го класу «Філомел», «Пирамус» та «Сайке» відпливли від берегів Нової Зеландії й після нетривалої зупинки в Нумеа на Новій Каледонії, де на них чекали сучасні британські лінійний крейсер типу «Індіфатігебл» «Австралія», легкий крейсер «Мельбурн» та французький панцерний крейсер «Монкальм». Після короткої зупинки на Фіджі, угруповання вирушило до островів німецького Самоа.
29 серпня висадилися на острові Уполу та незабаром, не зустрівши ніякого опору з боку тамтешньої міліції, новозеландські війська увійшли до столиці Німецького Самоа — Апіа.
Наступного дня перед будівлею суду відбулося урочисте підняття прапора Британської імперії, полковник Логан оголосив про окупацію Самоа урядом Нової Зеландії від імені британського короля Георга V. Станція радіозв'язку була несправна, і лише 2 вересня новозеландський гарнізон доповів у Веллінгтон про успішне виконання операції.
Після завершення місії та, забезпечивши окупаційні війська на Самоа необхідним, австралійські кораблі, а також «Монкальм», вирушили на зустріч з головними силами австралійських військово-морськими та експедиційних сил, на які покладалося завдання захопити Німецьку Нову Гвінею. Протягом наступних днів острови полишили решта кораблів союзників. На території німецького Самоа лишилися тільки наземні війська.
14 вересня 1914 року до Апіа підійшли німецькі крейсери «Шарнгорст» і «Гнейзенау» Східно-азійської крейсерської ескадри віцеадмірала Максиміліана фон Шпеє, через три дні після того, як останній корабель противника полишив острови. Підхід німецьких кораблів був виявлений розвідкою, і новозеландці оперативно посилювали свою оборону, готуючись відбивати десант противника, тоді як більшість цивільного населення, побоюючись стрілянини, втекла в гори. На пляжі були облаштовані позиції артилерії, але стрільби між ворожими силами не було. Навпаки німецький адмірал не став починати бойові дії та вирушив на з'єднання з рештою свого флоту, на чолі якого здійснив зухвалий наліт на столицю Французької Полінезії, розташовану на острові Таїті, Папеете. 22 вересня німецькі кораблі потопили на рейді Папеете французький канонерський човен Zelee й попрямували до Південної Америки.